# Ontario (Wisconsin)
Pour les articles homonymes, voir Ontario (homonymie).
Ontario est un village du comté de Vernon, dans l'État du Wisconsin, aux États-Unis. En 2020, il comptait une population de 534 habitants.